# Johann Pawletta
Johann Pawletta (* 23. Oktober 1968) ist ein ehemaliger deutscher Eishockeyspieler.

## Werdegang
Der Angriffsspieler Johann Pawletta spielte als Jugendlicher in der Nachwuchsabteilung der Düsseldorfer EG und gewann in der Saison 1983/84 mit seinem Team die deutsche Jugendmeisterschaft. 1989 wechselte Pawletta zum Duisburger SV in die 2. Bundesliga Nord. Zwei Jahre später wechselte er während der Saison 1991/92 zum Oberligisten Herforder EG, wo er bis 1993 blieb. In der Saison 1994/95 spielte er zunächst für den ERC Westfalen Dortmund und dem Neusser EC in der zweitklassigen 1. Liga Nord.
Zunächst kehrte Pawletta nach Dortmund zurück, jedoch wechselte er während der folgenden Saison 1995/96 zum Ligarivalen ASV Hamm. Mit den Hammern stieg Pawletta am Saisonende ab und verpasste dann 1998 den direkten Wiederaufstieg. Nach einer längeren Pause war Pawletta zwischen 2004 und 2008 noch für die Crocodiles Hamburg und dem Hamburger SV aktiv.